# بژژنه (شهرستان بیوگورای)
بژژنه (به لهستانی:  Brzeziny) یک روستا در لهستان است که در گمینا یوزفوو واقع شده‌است. بژژنه ۱۶۸ نفر جمعیت دارد.